# Сражение (мультфильм)
«Сражение» — советский рисованный мультипликационный фильм для взрослых студии «Киевнаучфильм» 1986 года выпуска, по рассказу Стивена Кинга «Поле боя». Боевик-триллер с элементами научной фантастики и фантасмагории. Выполнен в технике тотальной анимации.

## Сюжет
Джон Реншо — бывший военный, а ныне киллер. Выполнив очередной заказ (убийство директора фабрики игрушек), он получает посылку. Внутри — игрушечный набор солдатиков и боевой техники. Но внезапно оказывается, что в коробке — движущиеся и стреляющие, только очень маленькие, солдаты и действующая боевая техника — автомобили, вертолёты, ракетная установка. Реншо приходится принять с ними бой. Он отстреливается, но в результате укрывается в ванной комнате. Солдатики подсовывают под дверь записку: «Сдавайся!» И тут киллер видит канистру с надписью: «Беречь от огня». Он смеётся, затем поджигает зажигалкой канистру и швыряет в коробку с солдатиками. В разгорающемся пламени он видит плакат и бонус: «Только в этом наборе — действующая модель термоядерного заряда». Огонь разгорается, и тут происходит взрыв…
Стоявшие на улице люди видят яркую вспышку на верхнем этаже высотного дома и летящие обломки.

## Создатели
| режиссёр                  | Михаил Титов                                            |
| сценаристы                | Михаил Титов, В. Горячев                                |
| художник-постановщик      | Мария Черкасская                                        |
| художники-мультипликаторы | А. Карбовничий, В. Врублевский, Адольф Педан, М. Яремко |
| оператор                  | Александр Мухин                                         |
| звукооператор             | Виктор Щиголь                                           |
| композитор                | Владимир Быстряков                                      |
| ассистенты                | А. Криворотенко, Л. Снежко, Б. Боженок, Н. Северина     |
| монтаж                    | О. Деряжной                                             |
| редактор                  | Светлана Куценко                                        |
| директор съёмочной группы | И. Мазепа                                               |

Моделью для образа Джона Реншо послужил киевский актёр Игорь Стариков.

## Отличия от рассказа
В рассказе Реншо живёт в пентхаузе. В рассказе сказано, что термоядерная бомба содержалась в нескольких коробках, а не в одной, как в мультфильме. В мультфильме главный герой успевает увидеть ядерную бомбу до того, как она взорвалась, а в рассказе — нет. Отличием также является взлетающий боевой спутник, которого в рассказе нет. Кроме того, в рассказе главный герой обошёл противников, пройдя через окно в ванной на улицу, прошёл по карнизу, а затем через террасу и раздвижную стеклянную дверь запрыгнул в гостиную. Также, в рассказе Джо стрелял в солдатиков из револьвера, а в мультфильме — из пистолета-пулемёта с примкнутым прикладом.